# Juck (Flächenmaß)
Das Juck oder Jück war ein Flächenmaß im Herzogtum Oldenburg, im Besonderen ein Ackermaß. Der Begriff ist mit Geviertrute identisch. Es existierte ein altes, das 400 Geviertfuß entsprach und ein neues Maß mit nur 324 Geviertfuß.
Nach dem alten Maß waren 356 Juck oder Ruten ein Morgen. 59 ⅓ Juck entsprachen 1 Hund.
An verschiedenen Orten hatte 1 Juck 160 Geviertfuß, aber nach dem Calenberger Maß.
19 7/9 Juck verglich man mit einem Scheffel Haferaussaat.
- 1 neues Juck/Jück = 160 Quadratruten = 45383 Ar
- 1 altes Juck/Jück = 640 Quadrat-Kaster-Ruten = 56028 Ar